# Amerikkka
Pour les articles ayant des titres homophones, voir Amerika (homonymie).
AmeriKKKa est une série de bande dessinée prévue en 10 volumes, écrite par Roger Martin et dessinée par Nicolas Otéro. 

## Albums
1. Les Canyons de la mort (2002)[1]
2. Les Bayous de la haine (2002)
3. Les Neiges de l’Idaho (2003)
4. Les Aigles de Chicago (2004)
5. Les Commandos de Philadelphie (2005)
6. Atlanta, cité impériale (2007)
7. Objectif Obama (2010)
8. Les milices du Montana (2012)
9. Cauchemar Californien (2014)

## Critiques
Le site antifasciste Tant qu'il le faudra a salué la série comme « un travail parsemé de références pointues qui permet d’aborder [...] la question de l’extrême droite de façon moins rébarbative qu’un gros pavé ».

## Éditeurs
- Hors Collection : tomes 1 et 2 (première édition des tomes 1 et 2)
- Emmanuel Proust : tomes 1 à 8 (première édition des tomes 3 à 8)
- Éditions Paquet : Cauchemar californien et rééditions des tomes 1 à 8 (septembre-octobre 2014)